# Fear (filme de 1996)
Fear (bra: Medo) é um filme de suspense americano de 1996, dirigido por James Foley e estrelado por Reese Witherspoon e Mark Wahlberg. Foi lançado em 12 de abril de 1996.

## Elenco
- Mark Wahlberg como David McCall
- Reese Witherspoon como Nicole Walker
- William Petersen como Steven Walker
- Amy Brenneman como Laura Walker
- Alyssa Milano como Margo Masse
- Christopher Gray como Toby Walker
- Tracy Fraim como Logan
- Gary Riley como Hacker
- Jason Kristofer como Terry
- Jed Rees como Knobby
- Todd Caldecott como Gary Rohmer
- John Oliver como Eddie Clark
- David Fredericks como Larry O'Brien
- Andrew Airlie como Alex McDowell
- Banner the dog como Kaiser